# جون تي هيوز
جون تي هيوز (بالإنجليزية: John T. Hughes)‏ هو عسكري أمريكي، ولد في 25 يوليو 1817 في فرسايليس في الولايات المتحدة، وتوفي في 11 أغسطس 1862 في إنديبندنس في الولايات المتحدة.